# 小南門幫
小南門幫，台灣著名黑幫團體，性質屬於外省角頭團體，主要活動區域在桃園市桃園區，成員數不明，包含準成員可能有數十人至百人之間。小南門幫正式發展於1970年代，當地幫派份子聚集在桃園市南華街「南門市場」一帶，並以南門為名形成新的幫派團體，早期為當時桃園鎮幫派成員最多的團體，其後續也延伸出許多幫派勢力。
現今小南門幫與「十三鐵衛」、「大樹林」、「血鷹幫」等角頭幫派，被桃園市政府警察局刑事警察大隊並列為桃園市桃園區四大傳統幫派。

## 略史
小南門幫最早出現在1968年間，由「秋東」李秋棟與「漢東」翁漢東等十多人，集結在桃園鎮南華街南門市場一帶，成立「小南門幫」，成員多是十六歲至十八歲的學生及輟學生。並且在與當時成立較早且較為知名的幫派「成功九條龍」鬥毆之中勝出，因而聲名大噪進而成員迅速擴張。小南門幫因發展人數眾多，更加區分為一幫、二幫、三幫等規模，勢力凌駕於同時期的「藍鷹」、「黑龍」、「北門」、「成功」等幫派。1968年7月，桃園縣警察局針對桃園鎮地區的各大小幫派組織進行取締，其中小南門幫因人數眾多組織龐大，被警方列為取締重點而曝光，逐漸被廣為人知。
1970年代，小南門幫社會化主要向酒店、特種行業收取保護費及經營賭場為生，後續經營酒店、賭博電玩、舞廳、理容院等八大行業，由於介入經營家數龐大經濟來源頗為豐碩，幫派成員也因而成長至高峰，堪稱桃園地區實力最雄厚的幫派組織。也因小南門幫勢力眾多派系複雜，曾是出身小南門幫或是與其有淵源的幫派要角「瓠仔」李文榮、吳振寰等人另起爐灶成立「血鷹幫」，與發展迅速的「十三鐵衛」以及後火車站的「大樹林」等幫派，盤據在桃園市區，並彼此相互抗衡頗長一段時間。
1990年至2000年代，小南門幫歷經台灣政府實行多次的掃黑專案，老成員凋零淡出江湖或轉型經商導致聲勢逐漸沒落。此消彼長，擁有雄厚政治資源的「十三鐵衛」及「血鷹幫」，透過政治關係並且經營搖頭店、舞廳等生意聲勢上漲，逐步取代小南門幫原本在桃園市地區的地位。中生代要角「矮仔偉」黃建偉在此時期竄起掌權，並被拱為小南門幫新任老大。
2002年間，「矮仔偉」黃建偉因小弟汪士傑與其酒店女友有染，憤而陸續以硫酸、槍擊方式，傷害小弟與殺害其舅舅，該名酒店女子也遭潑酸後行蹤不明至今生死未卜。幫內小弟王給臣覺得黃建偉手段太殘忍，酒後向桃園市政府警察局大溪分局警方透露此事，警方因此多次針對黃建偉展開圍捕並爆發槍戰。同年11月，黃建偉再教唆手下游萬益、邱嘉勝等人，於幫內小弟王給臣所經營的「大支牛肉快炒店」裡向王給臣開十多槍斃命。
2003年間，警方展開全面追緝以「矮仔偉」黃建偉為首的小南門幫份子，黃建偉為了跑路陸續向多位民意代表勒贖跑路費，並遭部份民代拒絕憤而再向時任立法委員李鎮楠、市議員林良益等服務處開槍示威，囂張行徑及兇殘手段震驚社會。隨後黃建偉潛逃至中國大陸躲避追緝，其手下在2004年間相繼落網。
2008年5月，小南門幫大老「漢東」翁漢東，涉嫌教唆出身於小南門幫的「阿筆仔」陳文卿為首的天道盟同心會桃園分會成員，進行暴力恐嚇砸店等犯罪引起社會關注。翁漢東為台灣知名瓜子品牌「翁財記食品」的董事長，早年曾經涉及多起殺人命案及恐嚇案而知名，金盆洗手淡出江湖後轉型經營商場，警方卻調查發現翁漢東涉嫌以商養黑的方式涉及黑幫事務，因而遭到警方通緝。
2008年9月17日，潛逃到中國大陸的黃建偉與王正雄商定透過許某鴻，以參加張某欽生日會的名義將魏某某約到张某欽位於中國廣東中山市南朗鎮的農莊内實施綁架。由於黃建偉與魏某某就贖金金额未達成一致，加上與魏某某有舊怨，於是安排呂某揚、陳壽清將魏某某殺害，並分屍冷藏於該別墅一樓由黃建偉事先準備好的冰櫃內，隨後黃建偉安排簡永盛、陳某強等人將藏屍冰櫃搬到一出租屋內，並與簡永盛、陳某強一起，通過肢解、烹煮、攪碎、拋棄的方式將魏某某的屍體毀屍滅跡。
2009年3月，桃園警方破獲近年崛起以少壯派成員林家韋為首的小南門幫，警方指出因小南門幫逐漸沒落，而由幫內部份成員擁立具有血緣淵源的林家韋為「少幫主」欲壯大聲勢，並因林家韋提拔具有藝人身份綽號「小貓」的林振文開設分堂「潮字堂」而備受媒體關注報導。此股勢力因與天道盟正義會爭奪桃園市「凱悅KTV」的地盤而遭到警方鎖定掃蕩而瓦解。
2018年4月，「矮仔偉」黃建偉在中國大陸廣州珠海市綁架昔日小南門幫老大「秋東」李秋棟，並且勒贖1億元新台幣震驚中國大陸與台灣兩地，這宗綁架案觸動了塵封多年的幫內恩怨，警方全力監控壓制雙方人馬避免引發爭端。法院查出黃建偉2008年間，就已經在中國大陸廣東省東莞、珠海等地，自稱為台灣小南門幫老大，並組織幫派涉及多起暴力、綁架以及命案。2019年12月黃建偉因擄人勒贖案遭廣東省珠海市中級人民法院判處死刑，緩期二年執行，經上訴後於2020年6月廣東省高級人民法院維持原判。

## 知名成員
- 「秋東」李秋棟 -創幫老大，晚年淡出江湖轉型經商。2018年間遭同幫成員綁架勒贖再次引起關注。
- 「漢東」翁漢東 -知名創幫成員，淡出江湖後投入商場，現為「翁財記食品」董事長。2008年爆發出以商養黑方式幕後涉及黑幫事務[5]。
- 「矮仔偉」黃建偉 -小南門幫知名老大，1997年曾因治平專案遭逮捕移送綠島監獄，出獄後再因多次犯案被列為十大槍擊要犯遭台灣警方通緝，化名童金陽潛逃中國大陸十多年，後被中國法院以綁架罪判處死刑，緩期二年執行。

## 參閲
- 黑人家族
- 臺灣黑幫

## 外部連結
- 桃園「黑幫老大」倒垃圾遭6槍擊斃 手下聚集醫院致哀 （页面存档备份，存于）